# El disco
"El disco" es un cuento del escritor argentino Jorge Luis Borges que integra El libro de arena, colección de cuentos y relatos publicada en 1975.
Se trata del duodécimo cuento de ese volumen.
El relato relata de un objeto único e inconcebible (un disco que posee un solo lado) y de la influencia perturbadora que ejerce sobre los protagonistas.

## Resumen
El cuento se refiere al disco de Odín, un disco de una sola cara que porta un anciano vagabundo, cuya historia le cuenta a un leñador que lo alberga una noche. El viejo, a pesar de vivir en el destierro, dice ser un rey por poseer dicho objeto. El leñador, movido por la codicia que tenía, lo mata; pero al caer el disco al suelo, le es imposible encontrarlo, ya que su único lado existente quedó de cara al piso.

## Análisis del relato
El narrador-protagonista es un leñador, que rememora acontecimientos sucedidos en el pasado. En el comienzo deja entrever ciertos signos de perturbación motivados por una búsqueda obsesiva. Después, hace mención al encuentro con un viejo vagabundo y cita el diálogo que mantuvieron.
El viejo le atribuye a la sola posesión de un disco de un solo lado su condición; tiene un nombre y dice pertenecer a la estirpe de Odín, a pesar de vivir en el destierro mendigando.
El leñador no conoce otra cosa que la porción del bosque donde está su choza y la aldea cercana que ya no frecuenta; pero la posibilidad de tener el disco para cambiarlo por oro y convertirse en un rey, lo empuja a asesinar al otro.
El influjo de ese objeto monstruoso modifica la percepción de la realidad.
Al vagabundo el disco le otorga una identidad; al leñador, la búsqueda infructuosa se la quita.
- Datos: Q7730341